# إس. أندرو سوان
إس. أندرو سوان (بالإنجليزية: S. Andrew Swann)‏ (1 سبتمبر 1966، كليفلاند في الولايات المتحدة)؛ روائي أمريكي.